# Haus Hinkel

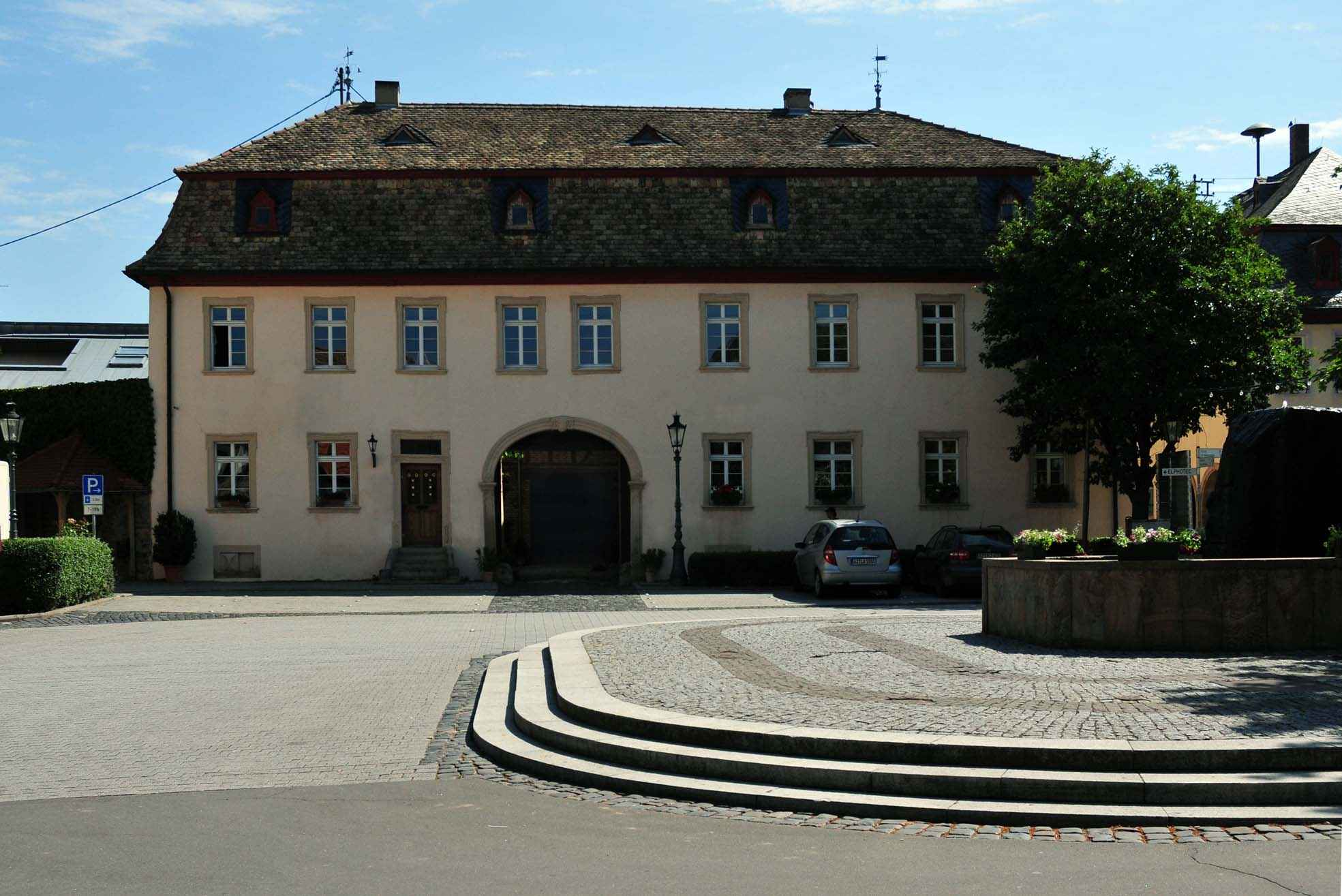
Haus Hinkel mit Marktplatz (2009)

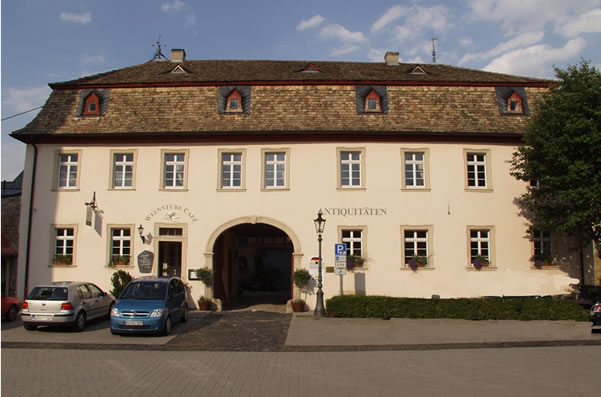
Haus Hinkel (2006)

Das Haus Hinkel ist ein zwischen 1742/43 errichteter barocker Bau mit Mansardwalmdach im rheinhessischen Flonheim (Marktplatz 3). Zu dem großen Patrizierhaus mit Portal und zwei Torbögen gehört noch ein Wirtschaftsgebäude aus Klinker und Fachwerk von 1902.
Der für die Wildgrafenzeit ortstypische Repräsentativbau als östliche Raumkante des Marktplatzes ist städtebaulich von besonderer Bedeutung und steht daher als Kulturdenkmal sowohl als Einzeldenkmal unter Schutz und bildet zusammen mit weiteren Nachbargebäuden die „Denkmalzone Ortskern“.

## Architektur

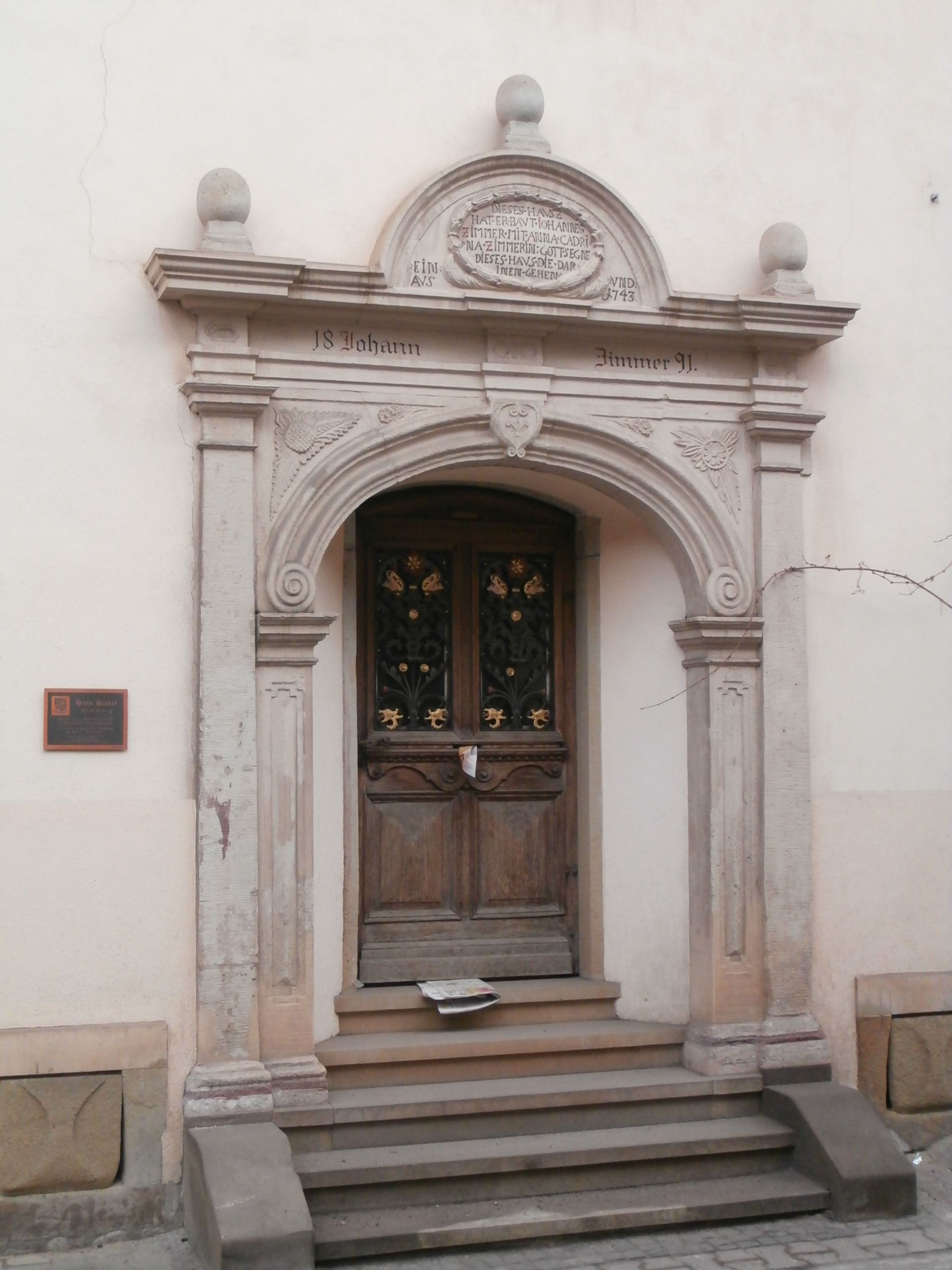
Portal in der Langgasse vom Haus Hinkel

Das Hauptgebäude ist ein stattlicher spätbarocker Putzbau mit zwei Geschossen unter gaubenbesetztem Mansardwalmdach und wurde 1742/43 über einem winkelförmigen Grundriss in Ecklage zur Langgasse errichtet. Die Fenster sind mit geohrten und profilierten Sandsteingewänden versehen. Nachdem die barocke Kirche 1880 abgerissen wurde, ist das Gebäude in alten Formen nordwärts erweitert worden. Von 1993 bis 1995 fand eine Erneuerung der Werksteine statt sowie der Rückbau von Ladendurchbrüchen. In der neunachsigen Platzfassade befindet sich die ausmittige Torfahrt mit profiliertem Korbbogen über Pilastern, die am reliefierten Scheitelstein mit »1742 IHZ« (= Johannes Zimmer) bezeichnet ist. Daneben über der Freitreppe mit Wangenmäuerchen befindet sich ein Ohrenportal mit altem Oberlicht. Die Kellerfenster sind mit Steinschiebern versehen. Das Traufgesims ist ebenfalls profiliert. An der kürzeren Seite des Hauptgebäudes zur Langgasse befinden sich zum Teil bauzeitliche Fenstergewände. Ein prächtiges aufgetrepptes Pilasterportal mit profiliertem Volutenkorbbogen, Scheitelstein und Zwickelblüten befindet sich dort, ein ähnliches gibt es auch in der Alzeyer Straße 1. Der eingezogene Segmentgiebel mit Lorbeerkranz ist wie folgt beschriftet:

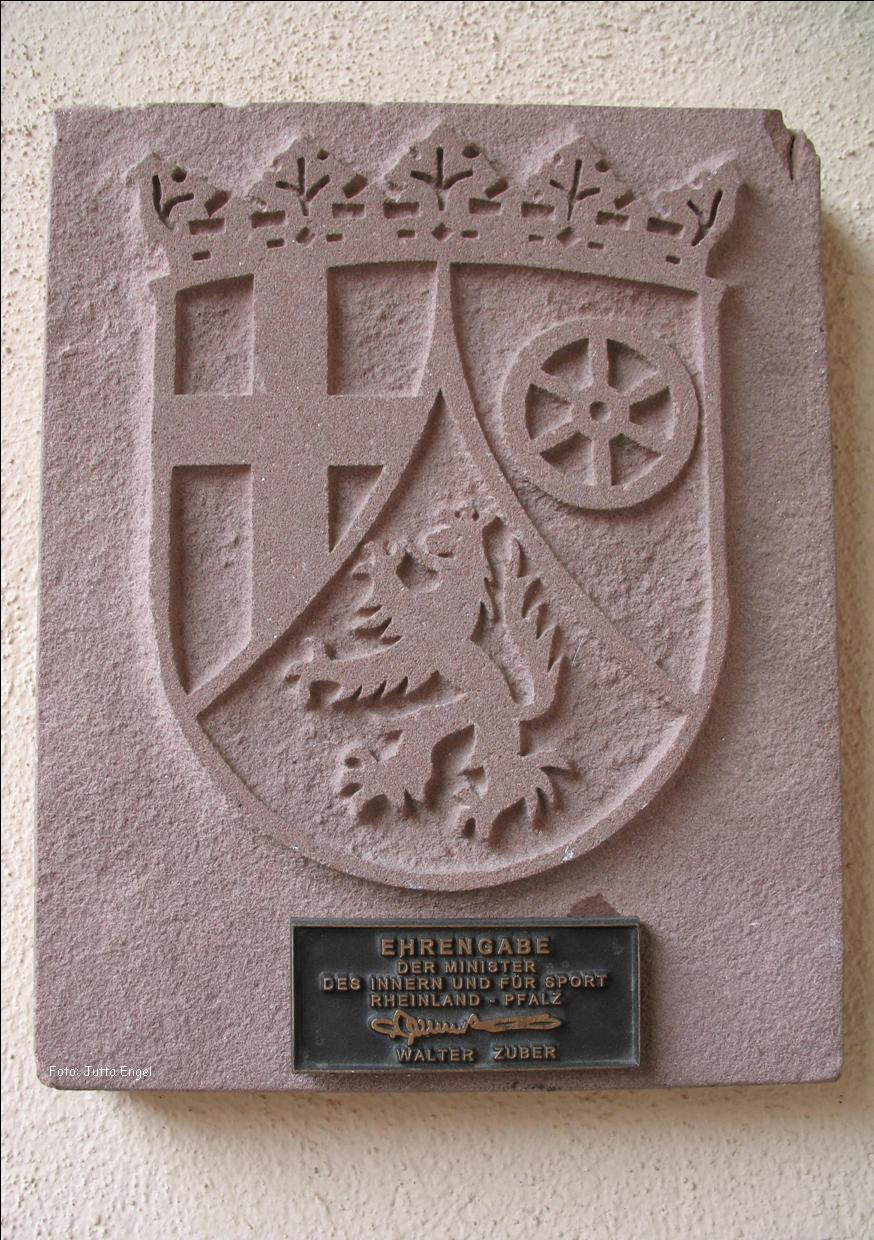
Tafel mit dem Landeswappen von Rheinland-Pfalz und der Inschrift: „Ehrengabe der Minister des Inneren und für Sport Rheinland-Pfalz Walter Zuber“

DIESES HAVSZ

HAT ERBAVT IOHANNES

ZIMMER MIT ANNA CADRI

NA ZIMMERIN : GOTT SEGNE

DIESES HAVS DIE DAR

INEN GEHEN

EIN VND AVS 1743
Dieses Haus hat erbaut Johannes Zimmer mit Anna Katrina Zimmerin : Gott segne dieses Haus die darin gehen ein und aus.
Johannes Zimmer (1703–1781) betrieb zusammen mit seiner Frau in dem Haus den Gasthof „Zum Engel“ des Weiteren ließ er 1756 auf dem Schneeberg von Flonheim einen Trullo errichten.

## Nutzung
Das Haus bot Gästezimmer und Pferdestallungen. Auch die Leinenreiter vom Rhein übernachteten hier mit ihren Pferden, auf dem Rückweg von Worms nach Bingen, rheinabwärts, auf dem kürzeren Weg über Land und nicht dem Rhein entlang. Die Pferde dieser Leinenreiter zogen die Frachtschiffe rheinaufwärts von Bingen nach Worms.
1891 sowie 1902 wurde es erweitert, modernisiert und 1909 zum Kulturdenkmal des Großherzogtums Hessen ernannt. Dass Anwesen blieb bis in die 1980er Jahre im Besitz der Familie, das letzte Besitzerehepaar blieb ohne Nachkommen. Seinen heutigen Namen „Haus Hinkel“ erhielt es 1980, genannt nach den Erben der letzten Frau Zimmer. Das Haus stand längere Zeit leer.
Die Ortsgemeinde Flonheim erwarb die inzwischen marode Immobilie. Ein Hotel sollte errichtet werden, hohe Kosten brachten den Plan allerdings zum Scheitern.
Ab 1992 wurde das Anwesen, unterstützt durch Mittel der „Strukturplanung Rheinland-Pfalz“, durch das Ehepaar Edda und John Birchall umfassend und fachgerecht saniert (unter Leitung des Architekturbüros Dada Mascheck, Frankfurt a.Main, Bauleitung: Hess, Nicolas). 1995 eröffnete Innenminister Walter Zuber im Beisein von Ortsbürgermeister Ernst-Ludwig Elbert das „Haus Hinkel“. Seit 1999 werden hier wechselnde Ausstellungen präsentiert. Im Erdgeschoss des Hauses eröffnete 2012 ein Restaurant. Seit Mai 2014 finden Kunstausstellungen mit verschiedenen Werken aus Sammlungen und Arbeiten zeitgenössischer Künstler statt.